# عملية فصل

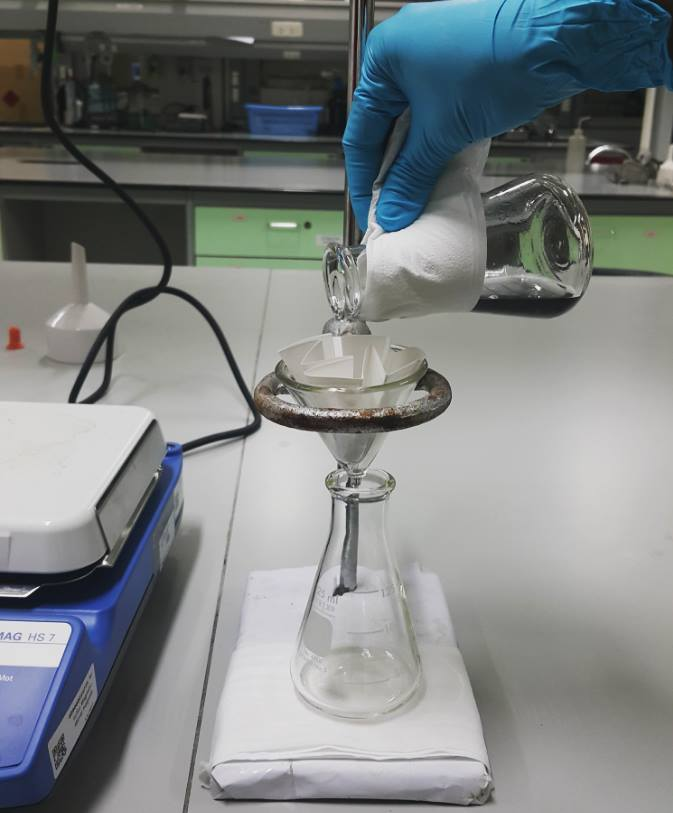

تستخدم عملية الفصل في الهندسة الكيميائية لتحويل مزيج أو خليط من مواد إلى منتجات مميزة. قد تختلف المواد المفصولة في خواصها الكيميائية أو الفيزيائية كالشكل، التشكل البلوري أو أي فصل آخر إلى مكونات متنوعة.
باستثناء حالات بسيطة، يمكن القول بأن كل عنصر أو مركب كيميائي يوجد في الطبيعة في صورة غير نقية وتستدعي الحاجة عادة إلى فصله إلى مكوناته الأولية ويعتبر النفط الخام خير مثال على ذلك.

## أنواع مختلفة من عمليات الفصل
- الإدمصاص
- الطرد المركزي والفصل الدوامي - بالاعتماد على الاختلاف في كثافة الكتلة.
- التفريق اللوني بفصل المواد اعتمادا على حجمها الجزيئي من خلال تمريرها في مواد أخرى.
- البلورة
- الإبانة
- إزالة الرطوبة
- التقطير - بفصل المواد المذابة أو الممتزجة وفقا لاختلاف درجات غليانها.
- التجفيف - لفصل المواد الصولبة عن السائل بالتبخير.
- الاستشراد الكهربائي لفصل المواد العضوية مثل وضع البروتينات في مادة هلامية وتطبيق جهد كهربائي لإجبار الجزيئات على التحرك نحو الهلام بسبب شحنتها.
- التبخير
- الاستخلاص
- الطفو
- التقطير الجزئي
- التجميد الجزئي
- الفصل المغناطيسي
- الترسيب
- الفصل بالثقالة
- التنخيل
- التسامي

## المعدات
- فاصل دوامي
- برج تقطير

## إنظر أيضا
- كيمياء تحليلية
- هندسة كيميائية